# Caouënnec-Lanvézéac
Caouënnec-Lanvézéac é uma comuna francesa na região administrativa da Bretanha, no departamento Côtes-d'Armor. Estende-se por uma área de 7,1 km². Em 2010 a comuna tinha 898 habitantes (densidade: 126,5 hab./km²).